# 罗斯柴尔德城堡
罗斯柴尔德城堡（法语：Château Rothschild）是法国巴黎附近布洛涅-比扬古的一座历史悠久的城堡。

## 历史
该城堡由银行家詹姆斯·梅耶·德·罗斯柴尔德建于1855-1861年。 它是由建筑师Joseph-Armand Berthelin设计，路易十四风格。 作曲家弗雷德里克·肖邦在此作客时创作了一首奏鸣曲。在此作客的嘉宾包括还有法国总统阿道夫·梯也尔以及法国总理乔治·克列孟梭。
詹姆斯的儿子爱德蒙·詹姆斯·德·罗斯柴尔德继承了这座城堡。1934年爱德蒙死后，罗斯柴尔德家族不再住在城堡里，他的女儿亚历山德琳·德·罗斯柴尔德负责照管周围的土地。
第二次世界大战期间，这座城堡被纳粹海军接管。 法国解放后，它被美军使用。
1986年，沙特王子哈立德一世·阿卜杜勒阿齐兹·易卜拉欣收购了这座城堡。